# Jean-Pierre Andrevon
Jean-Pierre Andrevon (Bourgoin-Jallieu, 1937. szeptember 19. –) francia tudományos-fantasztikus író.

## Élete
Középiskolai tanulmányait a grenoblei Lycée Champollion-ban kezdte, de nem fejezte be. 16 és 20 éves kora közt a  Ponts et Chaussées nevű cégnél dolgozott. 1957-ben a grenoblei művészeti iskolába, majd egy éven át rajztanár volt.  
Katonai szolgálatát Algériában fejezte be 1963-ban. Franciaországba való visszatérte után 1969-ig ismét tanított, majd főállású író lett. Diplomája megszerzése után számos tevékenységet folytatott a tanítás mellett, volt festő, újságíró, énekes-dalszerző, filmrendező stb., de első igazi sikereit az irodalomban érte el.  
Előbb fanzinokban publikált, első sci-fi novellája 1968 májusában jelent meg a Fiction  magazinban. Ettől kezdve évente átlag három-négy kötettel jelentkezett (regények, novellagyűjtemények stb.). Eleinte a Denoël és a  Fleuve noir című lapokban publikált Alphonse Brutsche álnéven. Ma már ritkábban jelentkezik műveivel, a sci-fi műfajától is eltávolodott a gyermekirodalom és a krimiirodalom felé. 1993-ban jelentette meg önéletrajzát Je me souviens de Grenoble címmel. 

## Irodalmi munkássága
Első regénye, a Les Hommes-machines contre Gandahar 1969-ben jelent meg. A munkából René Laloux Gandahar címmel készített filmet 1989-ben. Első gyerekkönyve, a  La Fée et le géomètre 1981-ben jelent meg. Patrice Duvic 1983-ban adott ki egy antológiát a legjobb munkáiból. 1983-ban jelent meg Le Travail du furet à l'intérieur du poulailler című regénye, amelyet 1994-ben adaptáltak televízióra, majd 2004 és 2007 közt három részben képregényformában is megjelent Afif Khaled rajzaival. 1990-ben kapta meg a Grand Prix de l’Imaginaire díjat Sukran című művéért. 2006-ban adta ki Le Monde című műve új változatát, amelyért Julia Verlanger-díjat kapott. E munkája eredetileg 1975ben az Utopies 75 című antológiában jelent meg, ezt fejlesztette egy 492 oldalas regénnyé.

## Egyéb munkássága
Az 1970-es években folytatta az újságírást is: cikkeket és karikatúrákat publikált a Charlie Hebdo, Charlie Mensuel és Combat Non-Violent című lapokban, képregény- és mozikritikákkal jelentkezett a Circus, az A Suivre, a L'Écran fantastique és a Toxic magazinokban. Az 1980-as évek második felében két sci-fi antológia szerkesztésében működött közre. 1983 és 1989 közt részt vett a  Centre de création littéraire de Grenoble kiadó vezetésében és tevékenységében, novellákat, verseket, plakátokat és képeslapokat publikált. Ma is foglalkozik képzőművészettel. 2007-ben CD-t jelentetett meg. A grenoble-i Radio Campus-ban a CineQuaNon című műsor házigazdája.

## Magyarul megjelent művei
- A rezervátum (novella, Galaktika 44., 1982)
- Az utolsó film (novella, Galaktika 94., 1988)
- Ajándékok (novella, Galaktika 96., 1988)
- A hideg-óriás (novella, Galaktika 98., 1988)
- A gyerekeknek mindig igazuk van (novella, Galaktika 101., 1989)
- A világűr meghódításának rövid történeti kronológiája (novella, Galaktika 103., 1989)
- …mégis belopózik (Metagalaktika 4., 1983)
- Ide nekem a csillagokat! (Ötvenedik, sci-fi antológia, Kozmosz Fantasztikus Könyvek, Budapest, 1977, ISBN 9632111796)

## Fordítás
- Ez a szócikk részben vagy egészben  a   Jean-Pierre Andrevon című francia Wikipédia-szócikk ezen változatának fordításán alapul.  Az eredeti cikk szerkesztőit annak laptörténete sorolja fel. Ez a jelzés csupán a megfogalmazás eredetét és a szerzői jogokat jelzi, nem szolgál a cikkben szereplő információk forrásmegjelöléseként.